# Art Heyman
Arthur Bruce Heyman (Nueva York, 24 de junio de 1941 - Clermont, Florida, 27 de agosto de 2012) fue un jugador de baloncesto estadounidense que jugó durante 6 temporadas como profesional, 3 en la NBA y otras tres en la ABA. Con 1,95 metros de altura, jugaba en la posición de Escolta.

## Trayectoria deportiva

### Universidad
Jugó durante 3 temporadas con los Blue Devils de la Universidad de Duke, en los que promedió 25,1 puntos y 10,9 rebotes por partido. En su temporada sénior fue elegido como Mejor Jugador de la ACC y premiado con el Oscar Robertson Trophy al mejor jugador universitario del año. Su camiseta con el número 25 fue retirada como homenaje.

### Profesional
Fue elegido como número 1 del Draft de la NBA de 1963 por New York Knicks, donde tras promediar 15,4 puntos y 4 rebotes por partido fue incluido en el Mejor quinteto de rookies. Sin embargo, al año siguiente sus minutos en cancha se redujeron a más de la mitad, notándose en sus estadísticas. En la temporada 1965-66 jugó brevemente en Cincinnati Royals y Philadelphia 76ers para posteriormente marcharse a la ABA, donde en 3 temporadas jugó con 4 equipos diferentes, ganando el título de campeón en 1968 con los Pittsburgh Pipers.
Se retiró con tan solo 28 años, en 1970. En sus 6 temporadas como profesional promedió 13 puntos, 4,7 rebotes y 2,8 asistencias por partido.

## Estadísticas de su carrera en la NBA y la ABA
|  | Denota temporadas en las que fue Campeón de la ABA |

### Temporada regular
| Año      | Equipo             | PJ  | PT | MPP  | %TC  | %3P  | %TL  | RPP | APP | ROB | TPP | PPP  |
| -------- | ------------------ | --- | -- | ---- | ---- | ---- | ---- | --- | --- | --- | --- | ---- |
| 1963-64  | New York (NBA)     | 75  | –  | 29.8 | .431 | –    | .685 | 4.0 | 3.4 | –   | –   | 15.4 |
| 1964-65  | New York (NBA)     | 55  | –  | 12.1 | .427 | –    | .667 | 1.8 | 1.4 | –   | –   | 5.7  |
| 1965-66  | Cincinnati (NBA)   | 11  | –  | 9.1  | .349 | –    | .588 | 1.2 | 0.6 | –   | –   | 3.6  |
| 1965–66  | Philadelphia (NBA) | 6   | –  | 3.3  | .333 | –    | .800 | 0.7 | 0.7 | –   | –   | 1.7  |
| 1967-68  | New Jersey (ABA)   | 19  | –  | 23.1 | .385 | .176 | .644 | 3.7 | 1.9 | –   | –   | 13.8 |
| 1967–68† | Pittsburgh (ABA)   | 54  | –  | 39.2 | .447 | .274 | .751 | 7.9 | 4.4 | –   | –   | 20.1 |
| 1968-69  | Minnesota (ABA)    | 71  | –  | 33.3 | .421 | .314 | .697 | 7.0 | 3.1 | –   | –   | 14.4 |
| 1969-70  | Pittsburgh (ABA)   | 1   | –  | 4.0  | .000 | –    | –    | 0.0 | 0.0 | –   | –   | 0.0  |
| 1969–70  | Miami (ABA)        | 18  | –  | 17.0 | .448 | .000 | .708 | 3.2 | 1.4 | –   | –   | 7.8  |
| Total    | Total              | 310 | –  | 26.6 | .427 | .281 | .703 | 4.7 | 2.8 | –   | –   | 13.0 |

### Playoffs
| Año   | Equipo           | PJ | PT | MPP  | %TC  | %3P  | %TL  | RPP | APP | ROB | TPP | PPP  |
| ----- | ---------------- | -- | -- | ---- | ---- | ---- | ---- | --- | --- | --- | --- | ---- |
| 1968† | Pittsburgh (ABA) | 15 | –  | 37.6 | .485 | .378 | .676 | 7.1 | 3.9 | –   | –   | 19.7 |
| 1969  | Minnesota (ABA)  | 7  | –  | 37.7 | .446 | .389 | .780 | 7.3 | 2.9 | –   | –   | 17.3 |
| Total | Total            | 22 | –  | 37.6 | .472 | .382 | .700 | 7.2 | 3.5 | –   | –   | 19.0 |